# The Romantics (filme)
The Romantics (Brasil: O Casamento do Meu Ex / Portugal: The Romantics) é uma produção cinematográfica estadunidense, do gênero comédia romântica. É baseado no romance do mesmo nome por Galt Niederhoffer, que também escreveu o roteiro e dirigiu o filme. Foi lançado no Festival Sundance de Cinema de 2010.
As filmagens decorreram entre novembro e dezembro de 2009, em Southold, Nova York.

## Sinopse
Sete amigos de faculdade reúnem-se seis anos depois para um casamento. As coisas dão errado quando a dama de honra Laura e a noiva Lila entram em conflito sobre o noivo Tom, com quem a dama de honra namorou por quatro anos durante a faculdade.

## Elenco
- Katie Holmes - Laura Rosen[4]
- Anna Paquin - Lila Hayes
- Josh Duhamel - Tom McDevon
- Dianna Agron - Minnow Hayes
- Adam Brody - Jake
- Malin Åkerman - Tripler
- Elijah Wood - Chip Hayes
- Annabel Brooks - Sky Rosen
- Candice Bergen - Augusta Hayes
- James K. Schaffer - William Hayes
- Rosemary Murphy (em seu último papel) - avó Hayes
- Warrent F. McKnight - Reverendo Bartlett

## Produção
Liv Tyler foi originalmente escalada como Laura, mas foi substituída por Katie Holmes, que também atuou como produtora executiva do filme. 
As filmagens ocorreram de novembro a dezembro de 2009 em Southold, Nova York, e Los Angeles, Califórnia.
Sua estreia mundial foi no Festival Sundance de Cinema de 2010. Foi lançado em cinemas selecionados em 10 de setembro de 2010.

## Recepção
No agregador de críticas dos Estados Unidos, o Rotten Tomatoes, na pontuação onde a equipe do site categoriza as opiniões da  grande mídia e da mídia independente apenas como positivas ou negativas, o filme tem um índice de aprovação de 14% calculado com base em 35 comentários dos críticos. Por comparação, com as mesmas opiniões sendo calculadas usando uma média aritmética ponderada, a nota alcançada é 4,4/10 que é seguida do consenso dizendo que "é visualmente realizado, mas a adaptação do diretor Galt Niederhoffer de seu próprio romance nunca encontra a paixão do livro ou oferece ao público uma razão para investir nesses casos de amor flácidos."
Em outro agregador de críticas também dos Estados Unidos, o Metacritic, que calcula as notas das opiniões usando somente uma média aritmética ponderada de determinados veículos de comunicação em maior parte da grande mídia, tem uma pontuação de 43/100, alcançada com base em 20.avaliações da imprensa anexadas no site, com a indicação de "revisões mistas ou neutras".